# Собакозуб багатоплодий
Собакозуб багатоплодий (Cynodontium polycarpon) — вид мохів порядку дикранальних (Dicranales).

## Поширення
Батьківщиною є Європа, Північна Америка, Азія.
Населяє кислі породи; від помірних до високих висот.

## Характеристика
Стебла до 5 см. Листки до 5 мм, досить широколанцетні, довгозагострені; дистальний край листа широко загнутий, принаймні з одного боку, 2-шаровий. Коробочкові ніжки ≈ 8 мм. Коробочка симетрична, прямовисна. Коробочки зрілі влітку.